# Круглик (језеро)
Круглик (блр. Кру́глік; рус. Круглик) језеро је у Шумилинском рејону Витепске области, на крајњем северу Републике Белорусије, на око 5 км јужније од варошице Шумилина. Део је басена Западне Двине.
Са површином од свега 400 м² једно је од мањих језера у Белорусији, али је уједно и најдубље језеро у земљи са максималном дубином од 31,5 метара (просечна дубина је око 9 метара). Максимална дужина језера је 1,43 км, а ширина до 0,51 километар. Укупна површина басена је око 11,2 км².
Обала је јако разуђена и са јасно издвојена 4 залива, дужине око 4,9 км, падине су благо издигнуте у односу на површину језера у просеку за 3 до 6 метара, на северу до 10 метара. Обале су песковите
Дно је на дубинама већим од 5 метара прекривено муљем. Приобална вегетација обитава у појасу жирине од 30 до 50 метара, док водене биљке расту до дубина од 2,5 метара. Провидност је свега 0,8 метара. Преко неколико мањих водотока повезано је са оближњим језерцима. 
Језеро је веома богато рибом и на њему се повремено обавља и привредни риболов. Од рибљих врста у језеру најбројније су деверика, смуђ, штука и црвенперка.